# 주밍 미술관
주밍 미술관(朱銘美術館)은 타이완 신베이시에 있는 미술관이다. 타이완의 작가 주밍이 세웠으며 1999년 9월 19일 문을 열었다.
"미술관은 약 11갑[5]을 차지하고 있으며 전관 공간은 서비스센터, 제1전시실, 스포츠광장, 예술공연구, 주雋구, 어린이예술센터, 태극광장, 미술관본관, 인간광장, 자모비, 예술교류구, 과학원구, 예술 산책로 등으로 나눌 수 있습니다. 공원은 산을 따라 지어졌으며 높이는 해발 165-185m 사이이며 공원 안에서는 금산의 바다가 내려다보입니다.
내려다보입니다.

## 소장 작품
관내에는 주명 본인의 작품 외에도 그의 스승인 이금천, 양영풍, 그의 아들 주이와 많은 국내외 중요예술가들의 작품인 국내 부분에는 곽백천, 요계춘, 이택번, 양삼랑, 장만전, 홍서린 등의 작품이 있습니다. 국외 부분에는 피카소 미로 달리 헨리 무어 앤디 보홀 등이 있다.
朱铭美术馆
{{정보
| 이름 =  https://zh.wikipedia.org/wiki/File:Juming_Museum_-_Gallery_II.jpg
| 사진 = (1). https://zh.wikipedia.org/wiki/File:Juming_Museum_-_Gallery_II.jpg